# Максон, Уильям Ральф
Уи́льям Ральф Ма́ксон (англ. William Ralph Maxon; 1877—1948) — американский ботаник-птеридолог.

## Биография
Уильям Ральф Максон родился в городе Онайда 27 февраля 1877 года в семье Сэмюэла Элберта Максона и Сильвии Луиза Стрингер. В 1894 году окончил местную школу, после чего поступил в Сиракьюсский университет. В 1895 году вступил в Американское папоротниковое общество, в 1899 и с 1919 по 1933 был его президентом. В 1898 году получил степень бакалавра философии с диссертацией, посвящённой виду Asplenium scolopendrium, после чего некоторое время вместе с Люсьеном Маркусом Андервудом изучал в Колумбийском университете флору папоротников.
С 1899 года Максон работал в Смитсоновском институте. В 1903 по 1926 он активно путешествовал по Латинской Америке, занимаясь сбором образцов местных папоротников. В 1922 году Сиракьюсский университет присвоил ему почётную степень доктора наук. В 1946 году Максон, будучи куратором растений в Институте, ушёл в отставку.
В июне 1908 года Максон женился на Эдит Хинкли Меррил.
26 февраля 1948 года Уильям Ральф Максон скончался в местности Терра-Чия во Флориде.

## Некоторые научные работы
- Maxon, W.R. Studies of tropical American ferns. — Washington, 1908—1922. — Vol. I—VII.
- Maxon, W.R. Pteridophyta of Porto Rico and the Virgin Islands // Scientific Survey of Porto Rico and the Virgin Islands. — New York, 1926. — Vol. VI, pt. 3. — P. 373—521.

## Роды растений, названные в честь У. Р. Максона
- Maxonia C.Chr., 1916